# Охорн
Охорн (нем. Ohorn) — община в Германии, в земле Саксония. Подчиняется административному округу Дрезден. Входит в состав района Баутцен. Подчиняется управлению Пульсниц. Население составляет 2377 человек (на 31 декабря 2010 года). Занимает площадь 12,07 км².
Община подразделяется на 5 сельских округов.

## Население
| Год  | Численность | Численность |
| ---- | ----------- | ----------- |
| 2017 | 2440        | [ 1 ]       |
| 2019 | 2453        | [ 3 ]       |
| 2021 | 2463        | [ 4 ]       |
| 2022 | 2512        | [ 5 ]       |
| 2023 | 2501        | [ 2 ]       |